# 彩明公共運輸交匯處

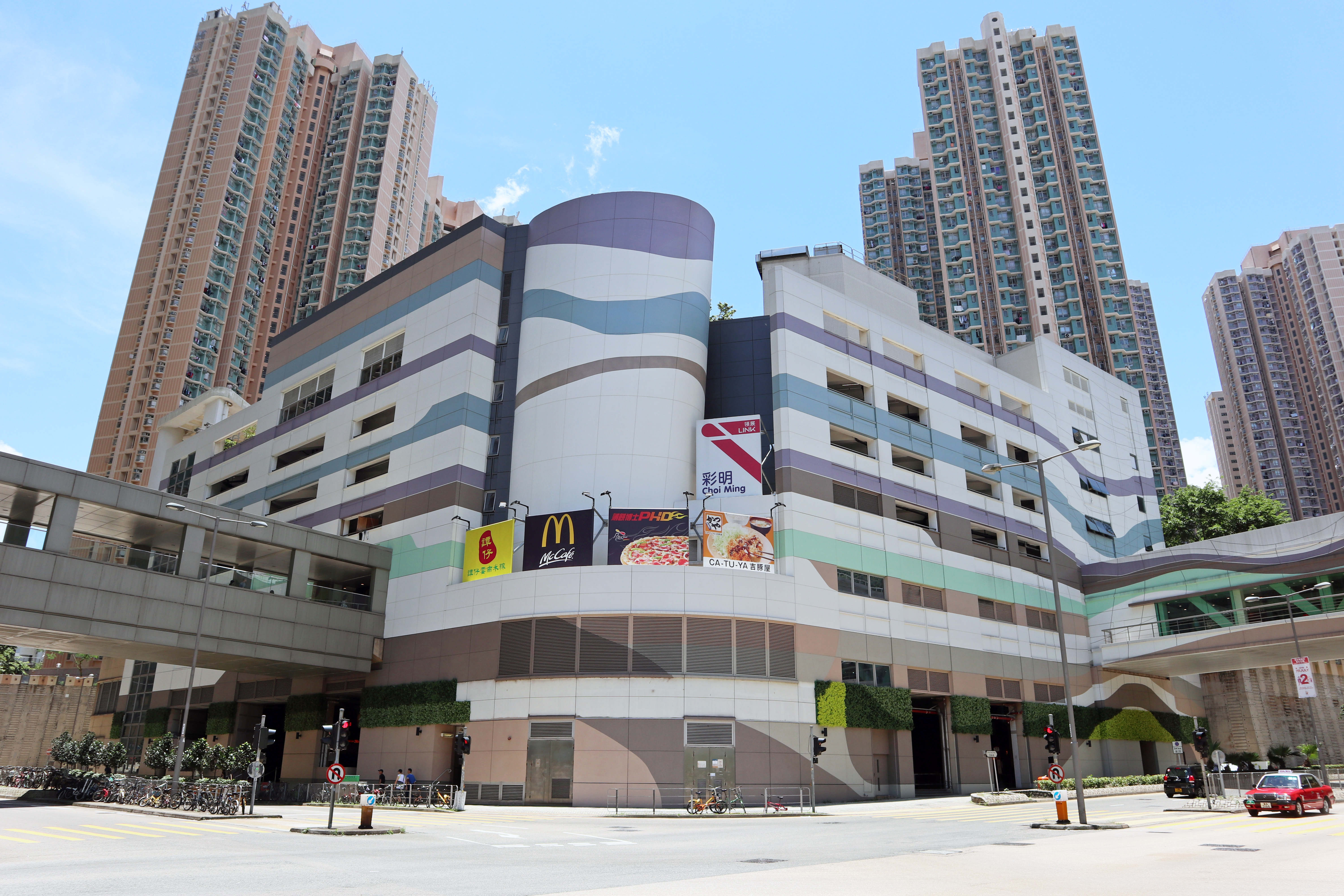
彩明公共運輸交匯處位於彩明商場二期地下。

彩明公共運輸交匯處（英文：Choi Ming Public Transport Interchange）位於香港新界西貢區將軍澳新市鎮內的調景嶺彩明商場二期基座，於2003年7月落成，2004年9月啟用，但直至290(A)線於2015年投入服務才正式獲普遍使用。屬於有蓋公共交通總站。
本交匯處早於2007年1月1日起，被衞生署控煙辦公室根據新修訂的《吸煙（公眾衞生）條例》（第371章）劃為禁止吸煙區，任何人不得於禁煙區內吸煙或者攜帶燃點著的香煙、雪茄或煙斗。

## 歷史
將軍澳市中心及調景嶺一帶主要以港鐵站為交通樞紐。鄰近港鐵站的彩明苑，絕大部份居民利用港鐵往返香港各區，很多巴士和專線小巴路線只屬接駁或輔助性質，令公共運輸交匯處未能發揮其效用。無交通工具出入的交匯處，便成為了市民買熟食和打羽毛球的地方。
該交匯處在健明邨於2003年6月入伙後，丟空六年之久，直至2009年才有第一條跨境巴士路線使用。此外，壹傳媒及TVB的員工巴士也以此作總站。
- 2010年11月22日：新界區專線小巴108A線的總站由調景嶺站公共運輸交匯處遷往此站[6]。
- 2011年6月20日：過海隧道巴士692P線的總站由調景嶺站公共運輸交匯處外景嶺路的街邊泊位遷往此站[7][8]。
- 2011年8月27日：九龍巴士93M線的起點站由寶林延長至此站[9]，唯循環線的終點站，仍維持在寶林。
- 2015年3月28日，九龍巴士290、290A線投入服務，是調景嶺自1996年以來，首條全日作總站的九巴路線。本總站正式獲普遍使用。因應路線開辦，城巴的TVB觀眾接送巴士1號線的上客點已於3月24日起遷往寶邑路將軍澳站外。
- 2022年10月3日，九龍巴士90線投入服務。
- 2024年3月28日，九龍巴士290線的起點站遷往坑口（北）

## 總站路線資料（巴士）

### 九龍巴士90線
- 將軍澳（彩明） ↔ 碩門邨

2022年10月3日投入服務，途經尚德邨、將軍澳市中心、將軍澳隧道、觀塘繞道、大老山隧道、廣源邨、愉翠苑及沙田第一城，本線只於星期一至五繁忙時間提供服務。

### 九龍巴士91R線
- 清水灣 →  將軍澳（彩明）

2014年8月24日開辦，途經大坳門、孟公屋往返坑口及，本線只於泳季的星期六、日及公眾假期提供服務。

### 九龍巴士93M線
- 彩明 → 寶林（經藍田站）

1989年8月9日起投入服務，港鐵將軍澳綫2002年通車前，是將軍澳居民主要的鐵路接駁路線，2011年8月27日起，起點站改為此總站。現時途經尚德邨、茵怡花園、寶林邨、翠林邨、康盛花園、馬游塘、寶達邨、匯景花園、康田苑、康逸苑、興田邨，以寶林作終點站。

### 九龍巴士290A線
- 將軍澳（彩明） ↔ 荃灣西站

於2015年3月28日起投入服務提供，提供調景嶺、尚德邨、將軍澳市中心、坑口、寶林、翠林邨、康盛花園、寶達邨、秀茂坪、四順、彩雲邨、彩虹邨及黃大仙中心經龍翔道及呈祥道往返葵芳、葵興、大窩口及荃灣市中心的直接服務。

## 總站路線資料（專線小巴）

### 新界區專線小巴108A線
- 彩明苑 ↔ 坑口（北）

## 總站路線資料（跨境巴士）

### 香港中旅東九龍快線
- 將軍澳（健明邨） ↔ 內地各省市（經深圳灣口岸）

## 過往總站路線資料（巴士）
- 過海隧道巴士692P線（已取消）
- 九龍巴士290線（2024年6月17日總站已遷至坑口（北）公共運輸交匯處）

## 車坑分佈
| 車坑分佈（以入口最左邊起計） | 車坑分佈（以入口最左邊起計） | 車坑分佈（以入口最左邊起計） |
| 車坑編號                     | 車坑數目                     | 路線                         |
| ---------------------------- | ---------------------------- | ---------------------------- |
| 1                            | 雙坑                         | 九龍巴士290、290A線          |
| 2                            | 單坑                         | 九龍巴士90、91R、93M線       |
| 3                            | 單坑                         | 東九龍快線                   |
| 4                            | 單坑                         | 專線小巴108A線               |
| 5                            | 雙坑                         | 的士站                       |

## 外部連結
- 彩明公共運輸交匯處 （页面存档备份，存于），城巴／新巴
- 九巴 （页面存档备份，存于）